# Kyle Freeland
Kyle Richard Freeland (Denver, 14 maggio 1993) è un giocatore di baseball statunitense, lanciatore per i Colorado Rockies della Major League Baseball (MLB).

## Gli Inizi e Minor League (MiLB)
Freeland frequentò la Thomas Jefferson High School nella sua città natale. Fu selezionato dai Philadelphia Phillies nel 35º turno del draft MLB 2011 ma non firmò, e si iscrisse all'Università di Evansville nello stato dell'Indiana. Entrò nel baseball professionistico quando fu selezionato nel draft 2014, questa volta nel primo turno come 8ª scelta assoluta, dai Colorado Rockies. Giocò nel suo primo anno da professionista in classe Rookie e in classe A. Nel 2015 iniziò la stagione in Rookie e nel corso della stagione fu promosso in Classe A-avanzata. La stagione 2016 per Freeland iniziò in Doppia-A e in giugno proseguì con la promozione in Tripla-A.

## Major League Baseball (MLB)
Freeland debuttò nella MLB il 7 aprile 2017, al Coors Field di Denver contro i Los Angeles Dodgers, ottenendo la sua prima vittoria e come battitore la sua prima valida. Freeland segnò il ritorno dopo 51 anni di un lanciatore partente debuttante in Major League, nella squadra e nello stadio di casa; l'ultimo prima di lui fu Chuck Dobson (nativo di Kansas City nel Missouri) al Municipal Stadium di Kansas City, con i Kansas City Athletics nel 1966. Nel 2018 partecipa per la seconda volta consecutiva al post-stagione con i Rockies.